# 48461 Sabrinamaricia
48461 Sabrinamaricia è un asteroide della fascia principale. Scoperto nel 1991, presenta un'orbita caratterizzata da un semiasse maggiore pari a 2,3341000 au e da un'eccentricità di 0,2459335, inclinata di 10,36409° rispetto all'eclittica.
L'asteroide è dedicato a Sabrina Maricia Cohen, figlia di uno dei due scopritori.